# مخدوع بالعشوائية
مخدوع بالعشوائية: الدور الخفي للفرصة في الحياة والأسواق (بالإنجليزية: Fooled by Randomness: The Hidden Role of Chance in Life and in the Markets)‏ هو كتاب لنسيم نيكولاس طالب يتعامل مع قابلية الخطأ للمعرفة البشرية. تم نشره لأول مرة في عام2001، تم إصدار الطبعات المحدثة بعد بضع سنوات، الكتاب هو الجزء الأول من مقال الطالب الفلسفي متعدد المجلدات حول عدم اليقين، بعنوان غير مؤكد واللذي يتضمن أيضًَا، البجعة السوداء (2010-2016)، سرير بروقراستيس (2010-2016)، مضاد للكسر (2012)، الجلد في اللعبة (2018)

## أطروحة
يضع طالب فكرة أن البشرالمعاصرين غالبا ما يكونون غير مدركين لوجود العشوائية، ويميلون إلى تفسير النتائج العشوائية على أنها غير عشوائية.
الكائنات البشرية:
1. المبالغة في تقدير السببية، على سبيل المثال، يرون الأفيال في السحب بدلاً من فهم أنها في الحقيقة عبارة عن غيوم عشوائية الشكل تظهر لأعيننا كأفيال (أو أي شيء آخر)؛
2. يميلون إلى النظر إلى العالم على أنه أكثر قابلية للتفسير مما هو عليه بالفعل. لذلك يبحثون عن تفسيرات حتى في حالة عدم وجودها.

تشمل المفاهيم الخاطئة الأخرى للعشوائية التي تمت مناقشتها ما يلي:
- تحيز البقاء على قيد الحياة. نرى الفائزين ونحاول التعلم منهم، بينما ننسى العدد الهائل من الخاسرين.
- توزيعات منحرفة. العديد من ظواهر الحياة الواقعية ليست رهانًا بنسبة 50:50 مثل رمي عملة معدنية، ولكن لها توزيعات مختلفة غير عادية وغير بديهية. مثال على ذلك هو رهان بنسبة 99: 1 تكسب فيه دائمًا تقريبًا، ولكن عندما تخسر، تخسر كل مدخراتك. يمكن أن ينخدع الناس بسهولة بعبارات مثل «لقد فزت بهذا الرهان 50 مرة». وفقًا لطالب: «يقال أن بائعي الخيارات يأكلون مثل الدجاج ويذهبون إلى الحمام مثل الفيلة»، وهذا يعني أن بائعي الخيارات قد يكسبون دخلًا صغيرًا ثابتًا من بيع الخيارات، ولكن عندما تحدث كارثة يخسرون ثروة.

## ردات الفعل
تم اختيار الكتاب من قبل مجلة فورتشن كواحد من 75 «أذكى كتاب على مر العصور». ذكرت صحيفة اليوم الأمريكية أن العديد من الانتقادات التي أثيرت في هذا الكتاب تبين ان الصناعة المالية لها ما يبررها. وصفت مجلة فوربس الكتاب بأنه مرح، ومحايد الذات، وفي بعض الأحيان متعجرفًا بشكل لايطاق، ولكن يعتقد البعض أنه مثير. قالت صحيفة نيويوركر (إحدى المنشورات التي تلقت تعليقات أكثر إيجابية في هذا الكتاب) أن الكتاب كان للحكمة التقليدية في وول ستريت كما كانت أطروحات مارتن لوثر الخمس والتسعون [«هكذا» «تماما»] للكنيسة الكاثوليكية.

## طبعات
- - في عام 2001، نشرت تيكسر الطبعة الأولى من الكتاب. ((ردمك 1-58799-071-7)، لندن: تيكسر، 2001)
- في عام 2004، نشرت تيكسر طبعة ثانية مجددة.
- في عام 2005، نشر راندوم هاوس إصدارًا سوفت باك مع المزيد من التغييرات. ((ردمك 1-58799-190-X)، نيويورك: راندوم هاوس، 2005)
- في عام 2005 ظهرت نسخة فرنسية، مع العديد من التغييرات الفريدة.
- تمت ترجمة الكتاب إلى 20 لغة،[5] ويقال أنه بيع أكثر من نصف مليون نسخة.
- تم نشر طبعات أخرى بواسطة سوفت باك، مايو 2007) وراندوم هاوس (مقوى، أكتوبر 2008.)

## روابط خارجية
- الموقع الرسمي
- عرض على كتب جوجل